# یوبورو اکو
یوبورو اکو (به لاتین: Uburu Ekwe) یک زیستگاه انسانی در نیجریه است که در ایالت ایمو واقع شده‌است.